# 北平郡
北平郡（ほくへい-ぐん）は、中国にかつて存在した郡である。
1. 北魏の時代に設置され、隋・唐でも設置された。現在の中華人民共和国河北省秦皇島市にあたる。→平州北平郡
2. 北魏の時代に設置された。現在の中華人民共和国河北省保定市にあたる。→定州北平郡

## 歴史

### 平州北平郡
北魏が右北平郡を継承して設置。平州に属し、朝鮮・新昌の2県を領した。
北斉の時代、朝鮮を省いて新昌・肥如の2県を領した。
隋の開皇6年（586年）に肥如県を省き、開皇18年（598年）に盧龍県と改名。大業（605年 – 618年）の初めに北平郡を設置して1県を領し、冀州に属した。
唐の武徳2年（619年）、北平郡を平州と改名し、臨渝・肥如の2県を領した。その年、臨渝県から肥如県に県治（役所）を移し、盧龍県と改名、更に撫寧県を置いた。武徳7年（624年）に臨渝・撫寧の2県を省き、盧龍の1県となる。武周の万歳通天2年（697年）、石城県を置く。開元28年（740年）、盧龍県から馬城県を分離し3県となる。天宝元年（742年）、ふたたび北平郡と改名。乾元元年（758年）、ふたたび平州となり、これ以後北平郡の名は使われなくなる。

### 定州北平郡
北魏の孝昌年間（525年 – 528年）に、中山郡から蒲陰・北平・望都の3県を分離して北平郡とした。定州に属し、郡治（役所）は北平城に置いた。
隋の時代になると、冀州の博陵郡に合併され、それ以後は郡としての名は見られなくなり、北平県だけがしばらく存続した。

## 参考資料
- 『魏書』（志第五 地形二上）
- 『隋書』（志第二十五　地理中）
- 『旧唐書』（志第十九　地理二）
- 『新唐書』（志第二十九　地理三）